# Diversity Immigrant Visa
Das Diversity-Immigrant-Visa-Programm (englisch für Einwanderervielfalt-Visum-Programm, kurz: DV, auch Green-Card-Lotterie) ist ein vom Außenministerium der Vereinigten Staaten durchgeführtes Programm, in dessen Rahmen Permanent Resident Cards („Green Cards“) nach dem Verlosungsprinzip an Bewerber aus Ländern vergeben werden, aus denen nach dem Wunsch der US-Regierung Einwanderer verstärkt kommen sollen. Die Anzahl zu vergebender Green Cards beläuft sich auf 55.000, wovon zurzeit 5000 Green Cards im Rahmen des NACARA-Programms (für Nicaragua, Guatemala, Kuba und El Salvador) speziell für Bewohner eben dieser Länder reserviert sind.
Gewinner der Green-Card-Lotterie gewinnen nicht direkt eine Green Card, sondern die Berechtigung, sich um eine solche zu bewerben.

## Geschichte und Grundlagen
Die Lotterie entstand 1987 auf Initiative des damaligen US-Präsidenten Ronald Reagan. Die Vielfalt der Nationalitäten war ins Wanken gekommen, weil aus einigen Ländern übermäßig viele Einwanderer in die Vereinigten Staaten einreisten. Reagan wollte über eine Lotterie die Vielfalt aufrechterhalten. Daher stammt auch der Name des Programms.
Folglich werden Länder, die in den Jahren zuvor eine hohe Einwanderungsrate hatten, von der Teilnahme an der Green-Card-Lotterie ausgeschlossen. Im Jahr 2016 waren dies folgende:
Bangladesch, Brasilien, Kanada, China (Festland), Kolumbien, Dominikanische Republik, El Salvador, Haiti, Indien, Jamaika, Mexiko, Nigeria, Pakistan, Peru, Philippinen, Südkorea, das Vereinigte Königreich (ausgenommen Nordirland) und seine abhängigen Gebiete, Vietnam. Teilnehmer, die in Hongkong (SAR), Macao und Taiwan geboren wurden, dürfen teilnehmen.
Die Anzahl der verfügbaren Green Cards wird innerhalb von sechs Regionen nach Vielfältigkeitskriterien aufgeteilt und entsprechend diesem Schlüssel verlost. Rund 80 % aller Green Cards entfallen so auf Europa und Afrika. Zudem darf kein einzelnes Land mehr als 7 % aller zugelosten Green Cards erhalten.
Nachdem sich der mutmaßliche Täter eines Anschlags in New York vom 31. Oktober 2017 als Gewinner der Greencard-Lotterie herausstellte, gab US-Präsident Donald Trump bekannt, das Diversity-Immigrant-Visa-Programm so bald wie möglich beenden zu wollen. Dies ist aber nicht realisiert worden. In der Agenda 47, seinem Wahlprogramm für die Präsidentschaftswahl 2024, kündigt er aber erneut die Abschaffung des Programms an.

## Ablauf
Die Teilnahme an der Lotterie ist zunächst kostenlos und erfolgt seit 2004 ausschließlich online. Die Anmeldeperiode läuft jeweils im Herbst jedes Jahres. Teilnehmer müssen sich selbst und auch den Ehepartner sowie unverheiratete Kinder unter 21 Jahren anmelden, selbst wenn diese nicht im selben Haushalt wohnen. Im Falle einer Visumszuteilung für den Hauptteilnehmer sind diese Personen auch berechtigt, eine Green Card zu beantragen.
Obwohl die Teilnahme von jedermann selbständig ausgefüllt werden kann, bieten kostenpflichtige Agenturen an diesen Prozess zu übernehmen. Die meisten Agenturen verkaufen dabei mit illegitimem offiziell anmutenden Auftreten oder mit inkorrekten Werbeversprechen. Wenige legitime, über die Simplizität des Vorgangs mehr oder weniger transparente Agenturen bewerben dabei vor allem die Überprüfung der Daten und auch der Fotos der Teilnehmer auf die Einhaltung der Vorgaben, um somit die Wahrscheinlichkeit einer Disqualifikation wegen fehlerhafter Angaben zu versuchen zu verringern. Die Agentur hat jedoch keinerlei direkten Einfluss auf die Gewinnchancen.
Im Frühjahr werden die Resultate jeweils online zugänglich gemacht. Jeder Teilnehmer kann mit den Zugangsdaten, die er bei der Anmeldung erhalten hat, seinen Status selbständig überprüfen. Da davon ausgegangen wird, dass nicht jeder Gewinner alle Kriterien zur Erlangung einer Green Card erfüllen oder den Prozess zur Erlangung des Visums gar nicht weiterverfolgen wird, wird eine höhere Zahl von Gewinnern gezogen, als effektiv Green Cards vergeben werden. So wurden im Fiskaljahr 2015 125.514 Teilnehmer als Gewinner informiert, wobei nur 55.000 Green Cards zu vergeben waren. Die Wahrscheinlichkeit, dass nach einem Gewinn dann auch tatsächlich ein Visum ausgestellt wird, liegt somit bei etwas unter 50 %. Von den 2188 deutschen Gewinnern für das Fiskaljahr 2010 erhielten tatsächlich 964 (44,1 %) eine Green Card ausgestellt. Dies führt im Gegenzug aber auch dazu, dass regelmäßig einige qualifizierte Gewinner doch keine Green Card erhalten können, da das Kontingent aufgebraucht ist, bevor ihre Anmeldung geprüft wird.
Für ausgewählte Gewinner fallen im Verlauf des Bewilligungsablaufs Kosten in Höhe von 330 US-Dollar, zuzüglich einer medizinischen Pflichtuntersuchung von 140 Euro an.

## Teilnahmekriterien
Lotteriegewinner müssen verschiedene Kriterien erfüllen, um sich für ein Einwanderungsvisum, das nach der ersten Einreise zum Status „Permanent Resident“ führt, zu qualifizieren, darunter:
- Nachweis einer beruflichen Ausbildung mit Berufserfahrung oder eine der High School vergleichbare Mindestausbildung. In Deutschland reicht der Realschulabschluss und in der Schweiz reichte eine neunjährige Schulausbildung mit einer dreijährigen Lehre.
- Das Geburtsland des Teilnehmers, welcher die Anmeldung ausfüllt, muss zur Green-Card-Lotterie zugelassen sein.

Es liegen gemäß INA: ACT 212 (a) weitere Ausschlussgründe vor wie
- gesundheitliche Gründe (ärztliche Untersuchung notwendig bei Vertrauensärzten der US-Botschaften im Ausland, z. B. führt schon geringster Drogenmissbrauch zum Ausschluss)
- kriminelle oder ähnliche Gründe (einschließlich Prostitution, Menschenhandel, Geldwäsche etc.) Hier ist also die Vorlage eines (grünen) Führungszeugnisses vorteilhaft (gilt für alle Länder, in denen man sich seit seiner Volljährigkeit länger als drei Monate aufgehalten hat).
- Sicherheitsgründe oder ähnliche (also kein Terrorist, nicht verwickelt in Sabotage und/oder (e-)Spionage, keine Mitgliedschaft in totalitären Parteien oder Verbindungen zu terroristischen Organisationen etc.)
- Public Charge, also nicht Gefahr laufend, in staatliche finanzielle Abhängigkeit zu geraten. Dies kann glaubhaft verneint werden durch ausreichendes Startkapital, Arbeitsangebot, oder einen glaubhaften Bürgen (dieser Weg führt nicht garantiert zur Qualifikation) (SGB-II- und SGB-XII-Bezieher haben hier faktisch eine erhöhte Beweispflicht).
- Illegale Einwanderung oder frühere Verstöße gegen Immigrationsgesetze (z. B. auch jemand, der sich fälschlicherweise als US-Bürger ausgegeben hat, Schmuggler, Missbrauch von US-Studenten-Visa, anderer Visa-Missbrauch, blinde Passagiere etc.)
- keinen gültigen Ausweis bzw. Pass vorlegen zu können (Dokumenterfordernis)
- nicht qualifiziert, (jemals) die US-Bürgerschaft erlangen zu können
- vormals von US-Behörden ausgewiesen worden
- sonstige Gründe, wie z. B. Polygamist sein, Kindesentführung, unerlaubte Teilnahme an demokratischen Wahlen bzw. Fälschung von demokratischen Wahlen, sowie frühere US-Bürger, die ihre Staatsbürgerschaft niedergelegt haben, um sich der Steuer zu entziehen

Letztlich folgt noch ein persönliches Gespräch an der amerikanischen Botschaft. Man erhält dabei noch nicht die eigentliche Karte, sondern lediglich ein Einwanderungsvisum. Mit diesem muss innerhalb von sechs Monaten nach der medizinischen Pflichtuntersuchung die erste Einreise in die USA erfolgen. Ein Mindestaufenthalt ist bei dieser ersten Einreise nicht vorgeschrieben.

## Green Card-Foto
Eine weitere Voraussetzung für einen erfolgreichen Green-Card-Antrag ist ein Green Card-Foto. Das Foto muss innerhalb der letzten sechs Monate aufgenommen worden sein und muss das aktuelle Aussehen des Antragstellenden abbilden. Das Foto muss digital hochgeladen werden – digitale Bilder oder Scans sind beide akzeptabel. Die Anforderungen für ein gültiges Green-Card-Foto sind folgende:
- Neutraler Gesichtsausdruck
- Man sollte direkt in die Kamera schauen und das ganze Gesicht im Bild haben.
- Normale Kleidung tragen. Ein extravagantes Outfit oder Uniformen können zu einer Ablehnung des Fotos führen. Religiöse Kleidung ist jedoch erlaubt.
- Der Hintergrund sollte weiß oder cremefarben sein.
- Brillen, Kopfhörer und andere Gegenstände sollten nicht getragen werden.
- Das Foto sollte innerhalb der letzten sechs Monate aufgenommen werden.
- Das Dateiformat sollte JPEG sein.
- Die Dateigröße sollte maximal 240 Kilobytes (240 KB) sein.
- Das Foto muss eine Abmessung von 2 × 2 Zoll (51 × 51 mm) haben.
- Die Bildauflösung muss mindestens 600 × 600 Pixel bis zu 1200 × 1200 Pixel haben.
- Das Bild muss in Farbe sein (24 Bit pro Pixel). 24-Bit-Schwarzweiß- oder 8-Bit-Bilder werden nicht akzeptiert.

## Gewinnchancen
Die Gewinnchancen bei der Lotterie sind abhängig vom Geburtsland, da die Anzahl der Teilnehmer sowie die Anzahl der Gewinner pro Land stark variiert.
Nachfolgende Tabelle zeigt die Gewinnchancen von Teilnehmern ausgewählter Länder aufgrund der DV-2012. Länder mit sehr wenig Teilnehmern oder Gewinnern (z. B. Kiribati, San Marino oder Liechtenstein) wurden nicht berücksichtigt, da die geringen Werte statistisch nicht aussagekräftig sind.
| Land        | Teilnehmer (Personen) | Gewinner | Gewinnchance |
| ----------- | --------------------- | -------- | ------------ |
| Neuseeland  | 5707                  | 309      | 5,41 %       |
| Australien  | 17.163                | 900      | 5,24 %       |
| Ungarn      | 15.503                | 325      | 2,10 %       |
| Schweiz     | 11.590                | 229      | 1,98 %       |
| Deutschland | 102.375               | 1709     | 1,67 %       |
| Österreich  | 8139                  | 130      | 1,60 %       |
| Russland    | 167.600               | 2353     | 1,40 %       |
| Ukraine     | 1.122.086             | 5799     | 0,52 %       |
| Nigeria     | 2.005.876             | 6024     | 0,30 %       |
| Bangladesch | 8.562.251             | 2373     | 0,03 %       |

## Einzelne Durchführungen
| Durchführung | Anmeldeperiode                                                                 | Bekanntgabe der Gewinner                                                                                  | Teilnehmer weltweit                           | Gewinner                                                                          |
| ------------ | ------------------------------------------------------------------------------ | --- | --------------------------------------------- | --------------------------------------------------------------------------------- |
| DV-2022      | 10. Oktober – 11. November 2020                                                | | 13.191.296 Personen in 7.336.302 Anmeldungen  | Weltweit: 119.021 Deutschland: 526 Schweiz: 31 Österreich: 36 Liechtenstein: 0    |
| DV-2021      | 2. Oktober – 5. November 2019                                                  | ursprünglich für den 5. Mai 2020 geplant, aufgrund der COVID-19-Pandemie auf den 6. Juni 2020 verschoben. |                                               |                                                                                   |
| DV-2020      | 3. Oktober – 6. November 2018                                                  | 7. Mai 2019                                                                                               |                                               |                                                                                   |
| DV-2019      | 18. Oktober – 22. November 2017 (ursprünglich 3. Oktober bis 7. November 2017) | 18. Mai 2018                                                                                              |                                               |                                                                                   |
| DV-2018      | 4. Oktober – 7. November 2016                                                  | 2. Mai 2017                                                                                               | 23.088.613 Personen in 14.692.258 Anmeldungen | Weltweit: 115.968 Deutschland: 886 Schweiz: 85 Österreich: 89 Liechtenstein: 0    |
| DV-2017      | 1. Oktober – 3. November 2015                                                  | 3. Mai 2016                                                                                               | 19.344.586 Personen in 12.437.190 Anmeldungen | Weltweit: 83.910 Deutschland: 532 Schweiz: 96 Österreich: 71 Liechtenstein: 3     |
| DV-2016      | 1. Oktober – 3. November 2014                                                  | 5. Mai 2015                                                                                               | 17.573.350 Personen in 11.391.134 Anmeldungen | Weltweit: 91.563 Deutschland: 678 Schweiz: 122 Österreich: 50 Liechtenstein: 0    |
| DV-2015      | 1. Oktober – 2. November 2013                                                  | 1. Mai 2014                                                                                               | 14.397.781 Personen in 9.388.986 Anmeldungen  | Weltweit: 125.514 Deutschland: 1354 Schweiz: 194 Österreich: 134 Liechtenstein: 3 |
| DV-2014      | 2. Oktober – 3. November 2012                                                  | 1. Mai 2013                                                                                               | 14.633.767 Personen in 9.374.191 Anmeldungen  | Weltweit: 140.660 Deutschland: 1696 Schweiz: 224 Österreich: 150 Liechtenstein: 1 |
| DV-2013      | 4. Oktober – 5. November 2011                                                  | 1. Mai 2012                                                                                               | 12.577.463 Personen in 7.941.400 Anmeldungen  | Weltweit: 105.628 Deutschland: 1253 Schweiz: 131 Österreich: 108 Liechtenstein: 0 |
| DV-2012      | 5. Oktober – 3. November 2010                                                  | 1. Mai 2011 (annulliert) 15. Juli 2011                                                                    | 19.672.268 Personen in 14.768.658 Anmeldungen | Weltweit: 100.021 Deutschland: 1709 Schweiz: 229 Österreich: 130 Liechtenstein: 0 |
| DV-2011      | 2. Oktober – 30. November 2009                                                 | | 16.511.508 Personen in 12.001.578 Anmeldungen | Deutschland: 1895 Schweiz: 195 Österreich: 147 Liechtenstein: 1                   |
| DV-2010      | 2. Oktober – 1. Dezember 2008                                                  | | 13.597.828 Personen in 9.534.011 Anmeldungen  | Deutschland: 2188 Schweiz: 185 Österreich: 181 Liechtenstein: 0                   |
| DV-2009      |                                                                                | | 13.185.013 Personen in 9.147.340 Anmeldungen  | Deutschland: 1973 Schweiz: 230 Österreich: 145 Liechtenstein: 1                   |
| DV-2008      | 4. Oktober 2006 – 3. Dezember 2006                                             | | 10.064.316 Personen in 6.455.167 Anmeldungen  | Deutschland: 1469 Schweiz: 132 Österreich: 70 Liechtenstein: 0                    |
| DV-2007      | 5. Oktober 2005 – 4. Dezember 2005                                             | | 9.070.227 Personen in 5.565.562 Anmeldungen   | Deutschland: 1047 Schweiz: 104 Österreich: 74 Liechtenstein: 0                    |
| DV-2006      | 5. November 2004 bis 7. Januar 2005                                            | | ca. 6.300.000 Anmeldungen                     | Deutschland: 998 Schweiz: 139 Österreich: 62 Liechtenstein: 1                     |
| DV-2005      | 1. November 2003 – 30. Dezember 2003                                           | | ca. 9.500.000 Anmeldungen                     | Deutschland: 1275 Schweiz: 136 Österreich: 91 Liechtenstein: 1                    |
| DV-2004      | 7. Oktober 2002 – 6. November 2002                                             | | ca. 7.300.000 Anmeldungen                     | Deutschland: 1227 Schweiz: 183 Österreich: 64 Liechtenstein: 1                    |
| DV-2003      | 1. Oktober 2001 – 31. Oktober 2001                                             | | ca. 6.200.000 Anmeldungen                     | Deutschland: 850 Schweiz: 163 Österreich: 64 Liechtenstein: 0                     |
| DV-2002      | 2. Oktober 2000 – 1. November 2000                                             | | ca. 10.000.000 Anmeldungen                    | Deutschland: 1090 Schweiz: 105 Österreich: 56 Liechtenstein: 0                    |
| DV-2001      |                                                                                | | ca. 13.000.000 Anmeldungen                    | Deutschland: 1902 Schweiz: 167 Österreich: 90 Liechtenstein: 0                    |
| DV-2000      | 1. Oktober 1998 bis 31. Oktober 1998                                           | | ca. 2.600.000 Anmeldungen                     | Deutschland: 3417 Schweiz: 420 Österreich: 170 Liechtenstein: 1                   |
| DV-1999      |                                                                                | | ca. 3.400.000 Anmeldungen                     | Deutschland: 2972 Schweiz: 180 Österreich: 151 Liechtenstein: 11                  |
| DV-1998      |                                                                                | | ca. 4.700.000 Anmeldungen                     | Deutschland: 2510 Schweiz: 570 Österreich: 152 Liechtenstein: 0                   |
| DV-1997      |                                                                                | | ca. 6.500.000 Anmeldungen                     | Deutschland: 2330 Schweiz: 772 Österreich: 213 Liechtenstein: 2                   |
| DV-1996      |                                                                                | | ca. 4.500.000 Anmeldungen                     | Deutschland: 2179 Schweiz: 398 Österreich: 205 Liechtenstein: 7                   |
| DV-1995      |                                                                                | | ca. 6.500.000 Anmeldungen                     | Deutschland: 2013 Schweiz: 361 Österreich: 301 Liechtenstein: 0                   |

### Besonderheiten

#### DV-2012
Am 14. Mai 2011 wurde bekannt, dass der Zufallsalgorithmus zur Auswahl der Green-Card-Bewerber nicht korrekt gearbeitet hatte. Das US-Innenministerium zog darauf die wenige Tage zuvor veröffentlichten Ergebnisse zurück und kündigte neue Ergebnisse für den 15. Juli 2011 an. Der Algorithmus hatte aus Versehen frühe Bewerbungen bevorzugt. Eine Sammelklage im Namen von 22.000 vermeintlichen Gewinnern aus der fehlerhaften Verlosung wurde am 14. Juli 2011 abgewiesen.

#### DV-2016
Während sich in den Vorjahren viele Gewinner bereits wenige Stunden nach Bekanntgabe der Resultate online in sozialen Medien oder Internetforen gemeldet hatten, um ihrer Freude kundzutun oder Hilfe für den weiteren Prozess einzuholen, blieben solche Reaktionen nach dem 5. Mai 2015 aus. In den ersten Tagen nach Bekanntgabe der Resultate wurde kein glaubhafter Gewinner der Lotterie ausgemacht. Viele Teilnehmer berichteten davon, die Meldung erhalten zu haben, nicht zu den Gewinnern zu gehören, während andere fortlaufend nur eine Fehlermeldung angezeigt erhielten. Die zuständigen Behörden versicherten zuerst, dass keine technischen Probleme vorlägen und dass in den ersten gut 24 Stunden rund 12.000 Gewinner erfolgreich ihren Status abfragen konnten. Über 50 Stunden nach Eröffnung der Resultatbekanntgabe wurde dann aber doch ein Fehler eingeräumt, worauf die Resultabfrage wieder wie gewohnt funktionierte und auch Gewinner ermittelt werden konnten.

#### DV-2018
In den ersten Stunden nach der Bekanntgabe der Resultate zeigten sich erneut auffallend wenige Gewinner. Dafür erhielten viele Teilnehmer nach Eingabe ihrer Identifikationsdaten eine Fehlermeldung dargestellt. Die zuständige Behörde bestätigte nach zwei Tagen das Vorliegen eines Fehlers. Einen Tag später war das Problem behoben und es wurden auch Gewinner ermittelt, die zuvor den Fehler angezeigt erhielten.

#### DV-2019
Am 16. Oktober 2017 gab das US-Außenministerium bekannt, dass aufgrund technischer Probleme alle Anmeldungen, die zwischen dem 3. und 10. Oktober 2017 eingereicht wurden, für ungültig erklärt wurden. Dies, nachdem das Anmeldeformular mehrere Tage lang nicht mehr online verfügbar war. Ursache war ein Fehler in der Validierung der Teilnahmeberechtigung des Teilnehmers aufgrund von dessen Geburtsland. Es wurde eine Wiederholung der Anmeldephase in der Frist vom 18. Oktober bis 22. November 2017 festgelegt.